# Glenfiddle
Glenfiddle ist eine Folk-Band aus dem Lübecker Raum.

## Geschichte
Glenfiddle gründete sich in den 1980er Jahren aus Schülern und Lehrern des Ostsee-Gymnasiums Timmendorfer Strand. Der Name „Glenfiddle“ lehnt sich an die Whiskysorte Glenfiddich an und bezieht sich darauf, dass Sänger und Bandleader Peter Simon unter anderem auch Geige, also Fiddle, spielt. Die Band gab und gibt Konzerte im In- und Ausland.
1989 wurde der erste Tonträger I Wish I Was aufgenommen und veröffentlicht, damals noch als Musikkassette. Weitere Produktionen folgten (siehe Diskografie). 2015 wurde die neunte Produktion Put an Egg On It! auf CD veröffentlicht. 2018 verließ Peter Simon die Band. 2022 verließ Jan-Taken de Vries die Band.

## Originalbesetzung
- Jan-Taken de Vries studierte an der Musikhochschule Lübeck und spielt Querflöte, Blockflöten, Keyboard und Bodhrán. Außerdem singt er einige Songs und sorgt ansonsten für den Background-Gesang.
- Olaf Koep, ebenfalls ehemaliger Student der Musikhochschule Lübeck, spielt Schlagzeug und verschiedene exotische Perkussionsinstrumente.
- Andreas Petalas kommt aus Griechenland und ist Gitarrist bei Glenfiddle. Typisch für ihn ist eine grüne E-Gitarre.

## Diskografie
- 1989: I Wish I Was (MC)
- 1991: …, Too. (MC)
- 1992: Nevertheless (CD)
- 1994: Black Rain (CD)
- 1997: Bad Ass Cafe (CD)
- 1999: LIVE (CD)
- 2005: The Lonesome Boatman (CD)
- 2012: 2nd LIVE (CD)
- 2015: Put an Egg On It! (CD)